# Gaschurn
Gaschurn är en ort och kommun i distriktet Bludenz i förbundslandet Vorarlberg i Österrike. Kommunen gränsar i söder mot Schweiz.
Kommunen består av två orter (Ortschaften) (inom parentes invånarantal 1 januari 2024):
- Gaschurn (1 190)
- Partenen (408)